# Be Good to Me
«Be Good to Me» — перший сингл дебютного студійного альбому американської поп-співачки Ешлі Тісдейл — «Headstrong». В США сингл вийшов 26 грудня 2006. Пісня написана Карою ДіоГуарді, Нікласом Моліндером та Йоякімом Перссоном; спродюсована Нікласом Моліндером та Йоякімом Перссоном.

## Список композицій
2-трекове видання
1. «Be Good to Me» (версія для Radio Disney) — 3:14
2. «Be Good to Me» — 3:33

Обмежений максі видання
1. «Be Good to Me» — 3:33
2. «Who I Am» (трек поза альбомом) — 3:17
3. «It's Life» (трек поза альбомом) — 3:47

Бразильський цифровий CD-сингл
1. «Be Good to Me» (версія для Radio Disney) — 3:14

Німецький максі CD-сингл
1. «Be Good to Me» (версія для Radio Disney) — 3:14
2. «Last Christmas» (синглова версія) — 3:56
3. «Be Good to Me» (мікс Jack D. Elliot) — 6:17
4. «Be Good to Me» (музичне відео)

Німецький обмежений CD-сингл
1. «Be Good to Me» (версія для Radio Disney) — 3:14
2. «Last Christmas» (синглова версія) — 3:56

Промо реміксовий міні-альбом
1. «Be Good to Me» (Eddie Baez Anthem Club) — 6:51
2. «Be Good to Me» (SugarDip Club Mix) — 7:24
3. «Be Good to Me» (Scalfati from T.H.C. — Scalfonzo Pop Extended Mix) — 7:31
4. «Be Good to Me» (Scalfati from T.H.C. — Scalfonzo Pop Mixshow) — 5:02
5. «Be Good to Me» (LSDJ from T.H.C. — Good 4 U Extended Mix) — 6:15
6. «Be Good to Me» (LSDJ from T.H.C. — Good 4 U Mixshow) — 5:32

### Реміксовий міні-альбом
Реміксовий міні-альбом, що складається із 9 треків вийшов 21 липня 2009 через лейбл Warner Bros. Records.
Список композицій
1. «Be Good to Me» (Radio Disney edit) — 3:14
2. «Be Good to Me» (Jack D. Elliot Mix) — 6:17
3. «Be Good to Me» (Eddie Baez Anthem Club) — 6:51
4. «Be Good to Me» (SugarDip Edit) — 5:03
5. «Be Good to Me» (Scalfati from T.H.C. — Scalfonzo Pop Extended Mix) — 7:23
6. «Be Good to Me» (Scalfati from T.H.C. — Scalfonzo Pop Mixshow) — 5:00
7. «Be Good to Me» (LSDJ from T.H.C. — Good 4 U Extended Mix) — 6:13
8. «Be Good to Me» (LSDJ from T.H.C. — Good 4 U Mixshow) — 5:26
9. «Be Good to Me» (karaoke version) — 3:14

## Музичне відео
Музичне відео було знято на виступі Тісдейл на концерті турне High School Musical: The Concert (2006—2007). Відео зрежисоване Крісом Маррсом Пілієро. Прем'єра відбулася 19 квітня 2007 на MTV Total Request Live. Повторна прем'єра оновленої версії відбулася 18 листопада 2008 на німецькому каналі Viva.

## Чарти
| Чарт (2007-08)                     | Місце |
| ---------------------------------- | ----- |
| Austrian Singles Chart             | 67    |
| Germany German Singles Chart       | 57    |
| Ukraine (FDR Pop Singles)          | 2     |
| US Billboard Hot 100               | 80    |
| US Pop 100                         | 68    |
| Venezuela Pop Rock (Record Report) | 4     |

## Продажі
| Країна     | Сертифікація (таблиця продажів та сертифікатів) | Продажі  |
| ---------- | ----------------------------------------------- | -------- |
| США (RIAA) | Золото                                          | +500,000 |

## Історія релізів
| Країна    | Дата            | Формат                      | Лейбл                |
| --------- | --------------- | --------------------------- | -------------------- |
| США       | 26 грудня 2006  | Цифрове завантаження        | Warner Bros. Records |
| США       | 6 березня 2007  | Mainstream airplay          | Warner Bros. Records |
| США       | 19 березня 2007 | CD-сингл                    | Warner Bros. Records |
| США       | 19 березня 2007 | Реміксовий міні-альбом      | Warner Bros. Records |
| Німеччина | 17 жовтня 2008  | Цифрове завантаження, радіо | Warner Bros. Records |
| Австрія   | 17 жовтня 2008  | Цифрове завантаження, радіо | Warner Bros. Records |